# Aeropuerto de Nikšić
El Aeropuerto de Nikšić (en montenegrino/serbio: Аеродром Никшић, Aerodrom Nikšić) (OACI: LYNK) es un aeropuerto de ocio ubicado cerca de Nikšić, Montenegro. Es conocido como aeropuerto Kapino Polje. El aeropuerto dispone de una pista de betún, y es utilizado para la Aviación general puesto que no puede atender aviones de mayor tamaño.